# Grande Prêmio do México de 1989
Resultados do Grande Prêmio do México de Fórmula 1 realizado na Cidade do México em 28 de maio de 1989. Quarta etapa do campeonato, foi vencido pelo brasileiro Ayrton Senna, da McLaren-Honda, com Riccardo Patrese em segundo pela Williams-Renault e Michele Alboreto em terceiro pela Tyrrell-Ford.

## Resumo

### Passado brasileiro no México
Realizado pela primeira vez em 1962, o Grande Prêmio do México integrou-se ao calendário da Fórmula 1 no ano seguinte e nele permaneceu até 1970, quando o comportamento temerário do público suscitou um debate acerca da segurança no Autódromo Magdalena Mixhuca (o nome "Hermanos Rodriguez" surgiria mais tarde) e como resultado o país sofreu um banimento que subsistiu por dezesseis anos. Emerson Fittipaldi foi o único brasileiro a correr no México ainda nos tempos da Lotus, mas não passou dos primeiros metros devido a uma pane no motor durante a corrida de 1970. O retorno do país ocorreu em 1986, ano marcado pela primeira vitória de Gerhard Berger e da equipe Benetton. Nos anos seguintes os vencedores foram Nigel Mansell, então na Williams, e Alain Prost, da McLaren. Nesta "segunda fase" mexicana na Fórmula 1 sempre houve brasileiros no pódio, mas nenhuma vitória.

### Senna iguala recorde de Clark
Críticos da etapa mexicana apontam as ondulações e a sujeira na pista como "deméritos", mas correr na altitude torna os carros menos potentes e menos aderentes. Uma solução para isso é correr com menos asa, tornando os bólidos mais leves e ariscos. Graças a essa combinação, Ayrton Senna foi um segundo e três décimos mais rápido em relação a Alain Prost, sacramentando a força da McLaren no primeiro treino classificatório, deixando a Ferrari de Nigel Mansell e a Williams de Thierry Boutsen na fila seguinte, porém os destaques do dia foram o quinto lugar de Jonathan Palmer com a Tyrrell e a sexta posição de Gerhard Berger, recuperado do pavoroso acidente sofrido no Grande Prêmio de San Marino, quando sua Ferrari explodiu em chamas ao bater na curva Tamburello. Por falar em acidentes, a sexta-feira viu três pilotos bateremː Derek Warwick (Arrows), Martin Brundle (Brabham) e Andrea de Cesaris (Dallara). Por outro lado, Stefan Johansson resistiu à pré-classificação pela primeira vez no ano, algo hercúleo para a Onyx.
A disputa pelo direito a largar na pole position foi resolvida na primeira metade do treino de sábado, quando Ayrton Senna confirmou o melhor tempo quase nove décimos de segundo à frente de Alain Prost, com Nigel Mansell em terceiro lugar, refletindo a ordem exata da classificação do mundial de pilotos. Em quarto lugar, a March de Ivan Capelli tornou-se a surpresa do dia, superando a Williams de Riccardo Patrese e a Ferrari de Gerhard Berger. "Vivo de desafios. Sem desafios não tenho motivação para nada. Tenho memória curta e gosto de ter memória curta. A pole aqui valeu agora, mas já estou pensando na próxima. Isso me mantém forte, a vontade sempre de me superar". Com essas palavras, Senna resumiu o sentimento de igualar as 33 pole positions de Jim Clark e estabelecer o recorde de sete poles consecutivas, marca estabelecida por Niki Lauda em 1974 e igualado anteriormente pelo próprio Ayrton Senna. Aliás, dos quatro brasileiros presentes no México, Roberto Moreno e Maurício Gugelmin não se classificaram para a corrida, enquanto Nelson Piquet sairá em último com a Lotus após arriscar uma volta rápida com pneus novos no carro reserva antes que chovesse.
Treinos à parte, o dia terminou sem que a Peraltada fizesse mais uma vítima, a exemplo do ocorrido em 1988 quando a Lola de Philippe Alliot sucumbiu aos nove graus de inclinação da área mais perigosa do circuito, na qual "Alliot entrou na área de escape da curva, foi direto de encontro ao muro dos boxes, no qual bateu sucessivamente até o carro parar completamente destroçado, mas com o cockpit preservado, o que lhe salvou a vida". Um ano antes foi Ayrton Senna, em sua antepenúltima corrida com a Lotus, quem sofreu um acidente no local em questão.

### Brasil vence em Indianápolis
Classificado em terceiro no grid num carro da Patrick Racing, Emerson Fittipaldi liderou a maior parte das 500 Milhas de Indianápolis de 1989, mas a vitória só foi sacramentada após um duelo ferrenho contra Al Unser, Jr., cujo bólido mais leve após o derradeiro pit stop permitiu sua ultrapassagem sobre o brasileiro, mas este, valendo-se da experiência, aproveitou o tráfego dos retardatários e emparelhou com o adversário a duas voltas para o fim. Ao chegarem na curva três, houve um toque entre eles e o norte-americano estampou o muto do circuito enquanto Emerson Fittipaldi seguiu adiante, sendo o primeiro brasileiro e o quarto campeão de Fórmula 1 a vencer as 500 Milhas de Indianápolis. Ao saber do feito histórico de seu compatriota, Ayrton Senna declarouː "Ser duas vezes campeão mundial de Fórmula 1 e ganhar em Indianápolis é o máximo para qualquer piloto, e Emerson merece. Passou por uma época dificílima pelo descrédito geral das pessoas e voltou por cima. Hoje é um grande dia para o Brasil, para ele e para mim".

### Uma questão de escolha
Quando as luzes foram apagadas, Ayrton Senna manteve a liderança com Nigel Mansell em segundo lugar enquanto Alain Prost tinha Gerhard Berger atrás de si, contudo a primeira volta terminou envolta em poeira na hora em que a Brabham de Stefano Modena rodou e causou um acidente que atingiu a Ligier de Olivier Grouillard, a Dallara de Alex Caffi e a March de Ivan Capelli, pouco depois da Lotus de Satoru Nakajima ter saído da pista. Surpresa, a direção de prova acionou a bandeira vermelha e cancelou a largada. Somente após quase meia hora autorizaram uma nova largada e nela Senna confirmou o primeiro lugar com Prost em seu encalço enquanto Berger deixou Mansell em quarto na briga interna da Ferrari.
Conforme o tempo passava, Ayrton Senna colhia os frutos de uma tática incomumː antes da largada, ele colocou pneus macios no lado esquerdo do carro e mais duros no lado direito, enquanto Alain Prost pôs quatro pneus macios. Tal ardil explica-se pelo maior número de curvas à esquerda no traçado do circuito e pela necessidade de compensar a inclinação da Peraltada. Para que a tática funcionasse, contudo, o brasileiro deveria manter-se na liderança, suportando a maior velocidade de Prost no começo da prova. Alheio a isso, Nigel Mansell tomou o terceiro lugar de Gerhard Berger no sétimo giro e ao notar o desgaste dos calços de Prost, acelerou e ficou a meio segundo do rival na volta doze, mas o francês resistiu ao ataque, garantindo a dobradinha da McLaren até a volta dezenove.
Antes que a prova atingisse um terço do percurso, dois pilotos graúdos ficaram pelo caminhoː Thierry Boutsen sofreu uma pane elétrica em sua Williams enquanto a Ferrari de Gerhard Berger parou por falhas no câmbio. Na vigésima volta Alain Prost foi aos boxes trocar os pneus, voltando à pista em sexto lugar, entregando a vice-liderança a Nigel Mansell, seis segundos atrás de Senna. Fiel ao seu estilo, o britânico da Ferrari acelerou o quanto pôde, mas a atenção de todos foi desviada para um novo pit stop de Alain Prost na volta trinta e cinco, pois a McLaren trocara seus pneus macios por compostos do mesmo calibre, erro que expôs o bicampeão a um desgaste prematuro, deixando-o também fora da zona de pontuação. Nigel Mansell parou na volta trinta e oito e marcou a volta mais rápida na quadragésima primeira passagem, todavia seu motor estourou dois giros depois.
Inteirado a respeito do que acontecia, Ayrton Senna diminuiu o ritmo e chegou a perder a concentração, tamanha era a distância entre ele e Riccardo Patrese, o novo segundo colocado (40 segundos), mas logo acelerou para manter o prumo. O seleto grupo dos seis primeiros, inclusive, conservou-se inalterado nas vinte e seis voltas entre o abandono de Mansell e o final da prova. Graças a esse fator, Ayrton Senna venceu mais uma corrida pela McLaren e subiu ao pódio junto com Riccardo Patrese, defendendo a Williams, e Michele Alboreto, este vivenciando seu primeiro pódio com a Tyrrell desde o triunfo no Grande Prêmio de Detroit de 1983, paradoxalmente o vigésimo terceiro e último de sua carreira. Em quarto lugar, cruzou a Benetton de Alessandro Nanini deixando Alain Prost em quinto. Uma volta depois do vencedor cruzou Gabriele Tarquini, da AGS, marcando o único ponto de sua carreira como piloto. Em décimo primeiro, o tricampeão Nelson Piquet não pontuou, mas teve como consolo a marca de 400 Grandes Prêmios disputados por sua equipe, a Lotus.
"Procurei o equilíbrio entre a maior velocidade oferecida pelos pneus macios e o menor desgaste dos mais duros. Mas realmente não tinha certeza se daria certo. Não sou muito de jogo, mas desta vez joguei e me dei bem", declarou Senna ao explicar o acerto de sua escolha de pneus, algo crucial para a sua vitória. Em outro momento de sua fala o campeão revelou que, desde o início, não faria nenhum pit stop, estratégia adotada em comum acordo com seu engenheiro, Steve Nichols. Quanto ao mundial de pilotos, nele Ayrton Senna  continuava na liderança com 27 pontos, contra os 20 de Alain Prost. Aliás, 47 pontos são a soma que garante o primeiro lugar da McLaren no mundial de construtores.

## Classificação

### Pré-classificação
| Pos. | N.º | Piloto                | Construtor      | Tempo    | Dif.     |
| ---- | --- | --------------------- | --------------- | -------- | -------- |
| 1    | 7   | Martin Brundle        | Brabham-Judd    | 1:21.770 | —        |
| 2    | 8   | Stefano Modena        | Brabham-Judd    | 1:22.211 | + 0.441  |
| 3    | 21  | Alex Caffi            | Dallara-Ford    | 1:22.876 | + 1.106  |
| 4    | 36  | Stefan Johansson      | Onyx-Ford       | 1:23.288 | + 1.518  |
| 5    | 37  | Bertrand Gachot       | Onyx-Ford       | 1:23.752 | + 1.982  |
| 6    | 33  | Gregor Foitek         | EuroBrun-Judd   | 1.24.351 | + 2.581  |
| 7    | 17  | Nicola Larini         | Osella-Ford     | 1:24.392 | + 2.622  |
| 8    | 39  | Volker Weidler        | Rial-Ford       | 1:24.966 | + 3.196  |
| 9    | 34  | Bernd Schneider       | Zakspeed-Yamaha | 1:25.418 | + 3.648  |
| 10   | 35  | Aguri Suzuki          | Zakspeed-Yamaha | 1:25.658 | + 3.888  |
| 11   | 18  | Piercarlo Ghinzani    | Osella-Ford     | 1:26.065 | + 4.295  |
| 12   | 41  | Joachim Winkelhock    | AGS-Ford        | 1:26.754 | + 4.984  |
| 13   | 32  | Pierre-Henri Raphanel | Coloni-Ford     | 1:34.357 | + 12.587 |

### Treinos classificatórios
| Pos.    | N.º | Piloto             | Construtor       | Q1       | Q2       | Grid       |
| ------- | --- | ------------------ | ---------------- | -------- | -------- | ---------- |
| 1       | 1   | Ayrton Senna       | McLaren-Honda    | 1:19.112 | 1:17.876 | —          |
| 2       | 2   | Alain Prost        | McLaren-Honda    | 1:20.401 | 1:18.773 | + 0.897    |
| 3       | 27  | Nigel Mansell      | Ferrari          | 1:21.170 | 1:19.137 | + 1.261    |
| 4       | 16  | Ivan Capelli       | March-Judd       | 1:24.720 | 1:19.337 | + 1.461    |
| 5       | 6   | Riccardo Patrese   | Williams-Renault | 1:21.763 | 1:19.656 | + 1.780    |
| 6       | 28  | Gerhard Berger     | Ferrari          | 1:21.564 | 1:19.835 | + 1.959    |
| 7       | 4   | Michele Alboreto   | Tyrrell-Ford     | 1:22.150 | 1:20.066 | + 2.190    |
| 8       | 5   | Thierry Boutsen    | Williams-Renault | 1:21.456 | 1:20.234 | + 2.358    |
| 9       | 8   | Stefano Modena     | Brabham-Judd     | 1:22.640 | 1:20.505 | + 2.629    |
| 10      | 9   | Derek Warwick      | Arrows-Ford      | 1:23.245 | 1:20.601 | + 2.725    |
| 11      | 26  | Olivier Grouillard | Ligier-Ford      | 1:23.053 | 1:20.859 | + 2.983    |
| 12      | 22  | Andrea de Cesaris  | Dallara-Ford     | 1:23.066 | 1:20.873 | + 2.997    |
| 13      | 19  | Alessandro Nannini | Benetton-Ford    | 1:21.791 | 1:20.888 | + 3.012    |
| 14      | 3   | Jonathan Palmer    | Tyrrell-Ford     | 1:21.561 | 1:20.888 | + 3.012    |
| 15      | 12  | Satoru Nakajima    | Lotus-Judd       | 1:22.438 | 1:20.943 | + 3.067    |
| 16      | 30  | Philippe Alliot    | Lola-Lamborghini | 1:22.014 | 1:21.031 | + 3.155    |
| 17      | 40  | Gabriele Tarquini  | AGS-Ford         | 1:23.004 | 1:21.031 | + 3.155    |
| 18      | 20  | Johnny Herbert     | Benetton-Ford    | 1:22.553 | 1:21.105 | + 3.229    |
| 19      | 21  | Alex Caffi         | Dallara-Ford     | 1:22.705 | 1:21.139 | + 3.263    |
| 20      | 7   | Martin Brundle     | Brabham-Judd     | 1:23.375 | 1:21.217 | + 3.341    |
| 21      | 36  | Stefan Johansson   | Onyx-Ford        | 1:23.746 | 1:21.358 | + 3.482    |
| 22      | 23  | Pierluigi Martini  | Minardi-Ford     | 1:24.181 | 1:21.471 | + 3.595    |
| 23      | 38  | Christian Danner   | Rial-Ford        | 1:22.931 | 1:21.696 | + 3.820    |
| 24      | 10  | Eddie Cheever      | Arrows-Ford      | 1:23.427 | 1:21.716 | + 3.840    |
| 25      | 25  | René Arnoux        | Ligier-Ford      | 1:24.890 | 1:21.830 | + 3.954    |
| 26      | 11  | Nelson Piquet      | Lotus-Judd       | 1:23.090 | 1:21.831 | + 3.955    |
| 27      | 24  | Luis Pérez-Sala    | Minardi-Ford     | 1:26.567 | 1:21.935 | + 4.059    |
| 28      | 15  | Maurício Gugelmin  | March-Judd       | 1:22.712 | 1:22.081 | + 4.205    |
| 29      | 29  | Yannick Dalmas     | Lola-Lamborghini | 1:25.651 | 9:27.789 | + 7.775    |
| 30      | 31  | Roberto Moreno     | Coloni-Ford      | s/tempo  | 3:34.095 | + 2:16.219 |
| Fontes: |     |                    |                  |          |          |            |

### Corrida
| Pos.    | N.º | Piloto                | Construtor       | Voltas | Tempo/Diferença      | Grid | Pontos |
| ------- | --- | --------------------- | ---------------- | ------ | -------------------- | ---- | ------ |
| 1       | 1   | Ayrton Senna          | McLaren-Honda    | 69     | 1:35:21.431          | 1    | 9      |
| 2       | 6   | Riccardo Patrese      | Williams-Renault | 69     | + 15.560             | 5    | 6      |
| 3       | 4   | Michele Alboreto      | Tyrrell-Ford     | 69     | + 31.254             | 7    | 4      |
| 4       | 19  | Alessandro Nannini    | Benetton-Ford    | 69     | + 45.495             | 13   | 3      |
| 5       | 2   | Alain Prost           | McLaren-Honda    | 69     | + 56.113             | 2    | 2      |
| 6       | 40  | Gabriele Tarquini     | AGS-Ford         | 68     | + 1 volta            | 17   | 1      |
| 7       | 10  | Eddie Cheever         | Arrows-Ford      | 68     | + 1 volta            | 24   |        |
| 8       | 26  | Olivier Grouillard    | Ligier-Ford      | 68     | + 1 volta            | 11   |        |
| 9       | 7   | Martin Brundle        | Brabham-Judd     | 68     | + 1 volta            | 20   |        |
| 10      | 8   | Stefano Modena        | Brabham-Judd     | 68     | + 1 volta            | 9    |        |
| 11      | 11  | Nelson Piquet         | Lotus-Judd       | 68     | + 1 volta            | 26   |        |
| 12      | 38  | Christian Danner      | Rial-Ford        | 67     | + 2 voltas           | 23   |        |
| 13      | 21  | Alex Caffi            | Dallara-Ford     | 67     | + 2 voltas           | 19   |        |
| 14      | 25  | René Arnoux           | Ligier-Ford      | 66     | + 3 voltas           | 25   |        |
| 15      | 20  | Johnny Herbert        | Benetton-Ford    | 66     | + 3 voltas           | 18   |        |
| Ret     | 23  | Pierluigi Martini     | Minardi-Ford     | 53     | Motor                | 22   |        |
| Ret     | 27  | Nigel Mansell         | Ferrari          | 43     | Câmbio               | 3    |        |
| Ret     | 9   | Derek Warwick         | Arrows-Ford      | 35     | Pane elétrica        | 10   |        |
| Ret     | 12  | Satoru Nakajima       | Lotus-Judd       | 35     | Spun off             | 15   |        |
| NC      | 30  | Philippe Alliot       | Lola-Lamborghini | 28     | + 41 voltas          | 16   |        |
| Ret     | 22  | Andrea de Cesaris     | Dallara-Ford     | 20     | Suspensão            | 12   |        |
| Ret     | 28  | Gerhard Berger        | Ferrari          | 16     | Câmbio               | 6    |        |
| Ret     | 36  | Stefan Johansson      | Onyx-Ford        | 16     | Transmissão          | 21   |        |
| Ret     | 5   | Thierry Boutsen       | Williams-Renault | 15     | Pane elétrica        | 8    |        |
| Ret     | 3   | Jonathan Palmer       | Tyrrell-Ford     | 9      | Regulador de pressão | 14   |        |
| Ret     | 16  | Ivan Capelli          | March-Judd       | 1      | Transmissão          | 4    |        |
| DNQ     | 24  | Luis Pérez-Sala       | Minardi-Ford     |        |                      |      |        |
| DNQ     | 15  | Maurício Gugelmin     | March-Judd       |        |                      |      |        |
| DNQ     | 29  | Yannick Dalmas        | Lola-Lamborghini |        |                      |      |        |
| DNQ     | 31  | Roberto Moreno        | Coloni-Ford      |        |                      |      |        |
| DNPQ    | 37  | Bertrand Gachot       | Onyx-Ford        |        |                      |      |        |
| DNPQ    | 33  | Gregor Foitek         | EuroBrun-Judd    |        |                      |      |        |
| DNPQ    | 17  | Nicola Larini         | Osella-Ford      |        |                      |      |        |
| DNPQ    | 39  | Volker Weidler        | Rial-Ford        |        |                      |      |        |
| DNPQ    | 34  | Bernd Schneider       | Zakspeed-Yamaha  |        |                      |      |        |
| DNPQ    | 35  | Aguri Suzuki          | Zakspeed-Yamaha  |        |                      |      |        |
| DNPQ    | 18  | Piercarlo Ghinzani    | Osella-Ford      |        |                      |      |        |
| DNPQ    | 41  | Joachim Winkelhock    | AGS-Ford         |        |                      |      |        |
| DNPQ    | 32  | Pierre-Henri Raphanel | Coloni-Ford      |        |                      |      |        |
| Fontes: |     |                       |                  |        |                      |      |        |

## Tabela do campeonato após a corrida
| Pos.    | Piloto            | Pontos |
| ------- | ----------------- | ------ |
| 1       | Ayrton Senna      | 27     |
| 2       | Alain Prost       | 20     |
| 3       | Nigel Mansell     | 9      |
| 4       | Alessandro Nanini | 8      |
| 5       | Riccardo Patrese  | 6      |
| Fontes: |                   |        |

| Pos.    | Construtor       | Pontos |
| ------- | ---------------- | ------ |
| 1       | McLaren-Honda    | 47     |
| 2       | Benetton-Ford    | 11     |
| 3       | Ferrari          | 9      |
| 4       | Williams-Renault | 9      |
| 5       | Tyrrell-Ford     | 7      |
| Fontes: |                  |        |

- Nota: Somente as primeiras cinco posições estão listadas. Entre 1981 e 1990 cada piloto podia computar onze resultados válidos por temporada não havendo descartes no mundial de construtores.